# 4971 Hoshinohiroba
4971 Hoshinohiroba (1989 BY) là một tiểu hành tinh vành đai chính được phát hiện ngày 30 tháng 1 năm 1989 bởi Fujii và Watanabe ở Kitami.